# Украшенные котинги
Украшенные котинги (лат. Xipholena) — род воробьиных птиц из семейства Котинговые.

## Виды
- Котинга-помпадур Xipholena punicea (Pallas, 1764)
- Белохвостая украшенная котинга Xipholena lamellipennis (Lafresnaye, 1839)
- Белокрылая украшенная котинга Xipholena atropurpurea (Wied, 1820)